# Eau saumâtre
Pour les articles homonymes, voir Eau salée.
Une eau saumâtre est une eau dont la teneur en sel est inférieure à celle de l'eau de mer. La concentration totale de sel dissous y est généralement comprise entre 1 et 10 g/l alors qu'elle est (en moyenne) de 35 g/l pour l'eau de mer. Les pays anglo-saxons considèrent qu'une eau est saumâtre à partir d'un degré de salinité compris entre 0,05 % et 1,8 %, ou dans certains cas jusqu'à 3 %. Une eau faiblement chargée en sel est qualifiée d’eau douce. Les étendues d’eau saumâtre naissent généralement d'un épanchement consécutif à la rupture d'une digue maritime.
C'est par erreur que l'on utilise ce terme pour caractériser une eau sale, opaque, parfois croupissante.

## Écologie

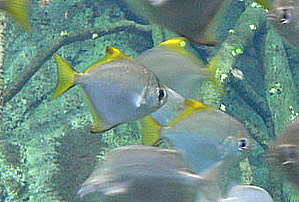
Le poisson-lune argenté est un animal de lagune saumâtre.

Dans les estuaires maritimes, la conjonction des courants d'eau douce avec l'eau de mer donne naissance à des poches d'eau saumâtre. Dans ces zones, la fluctuation permanente de la teneur en sel de l’eau contraint les organismes vivants à développer des stratégies particulières de régulation de la rétention d'eau et de sel de leurs tissus pour s'adapter aux variations considérables de pression osmotique (osmorégulation). S'y côtoient (avec des proportions dictées par le taux de salinité) d'une part des espèces d'eau douce particulièrement résistantes à une salinité élevée, et des espèces marines adaptées aux rivières. Les principales espèces vivantes sont :
- poissons : flet commun, brochet, sandre, éperlan ;
- crustacés : crabe chinois, corophie tourneur, bernacle, crevettes roses (Palaemon longirostris et Palaemonetes varians), isopode littoral (Jaera albifrons) ;
- tortues : tortue à écailles en diamant ;
- mollusques : moule commune, nérite ;
- vers annélides : Nereis diversicolor, Nais elinguis ;
- Angiospermes : Scirpe maritime (Bolboschoenus maritimus) ;
- dytiques (Dytiscidae): grand dytique ;
- anguilles : Aplatophis chauliodus.

Les lagunes d'eau saumâtre ne sont habitées que par un petit nombre d'espèces spécifiques, mais se reproduisant en grand nombre (« stratèges r ») : on y trouve donc une faune abondante, mais de faible biodiversité.

## Distribution géographique
Les grandes poches d'eau saumâtre se trouvent :
- La nappe de l'Albien est la plus grande nappe d'eau souterraine au monde. Elle est à cheval sur trois pays, l'Algérie, la Libye et la Tunisie. 70 % de la nappe se trouve en territoire algérien au sud-est du pays[2].

- dans l'est de la mer Baltique, particulièrement dans le golfe de Finlande et le golfe de Botnie ;
- dans le sud de la mer baltique, l'archipel de Poméranie, en particulier les lagunes de Fischland-Darss-Zingst et de Nordrügen ;
- dans l'océan Arctique lors de la fonte de la banquise ;
- en mer Caspienne ;
- en mer Noire ;
- très souvent dans les estuaires des fleuves affectés par les marées tels l’Elbe, la Weser, l’Ems, le Stör, l’Eider, le Rhin, la Severn, la Seine, la Gironde ou la Tamise en Europe, le Saint-Laurent en Amérique du nord ;
- dans les dépressions des estuaires de rivières de plaine, comme l’Oder (golfe de Stettin) ou la Vistule (lagune de la Vistule), qui se jettent dans la mer baltique, exempte de marée ;
- aux abords des sources sous-marines (par exemple sur la côte adriatique en Croatie).

Les lagunes d'eau saumâtre peuvent aussi bien se rencontrer sous les tropiques, là encore le plus souvent dans les estuaires ; on parle alors de mangroves.
En zone continentale, certains lacs peuvent aussi abriter des eaux saumâtres lorsque des infiltrations de sels parviennent à saliniser l'eau douce : les salines peuvent favoriser la formation d'étangs d'eau saumâtre. Ces poches d'eau peuvent d'ailleurs résulter de l'action de l'homme (bassins collecteurs des mines de sel). C'est ainsi que de grands fleuves européens comme la Werra et la Weser sont devenus saumâtres au cours de la seconde moitié du XXe siècle dans leur cours supérieur et moyen.